# HD 61774
HD 61774，又名BD-19 2003，SAO 153225、HR 2960，是一颗恒星，视星等为5.93，位于銀經235.9，銀緯1.36，其B1900.0坐标为赤經7h 35m 49.4s，赤緯-19° 1.36′ 49″。